# Конституционные законы Франции (1875)
Конституционные законы Франции (1875) — неконсолидированный краткий акт, состоящий из трех конституционных законов и устанавливающих парламентскую республику во Франции. Конституция 1875 г. состоит из трех законодательных актов: Закона «Об организации Сената» от 24 февраля 1875 г., Закона «Об организации государственных властей», от 25 февраля 1875 г. и Конституционного закона «О взаимоотношениях государственных властей» от 16 июля 1875 г. С принятием конституционных законов во Франции окончательно утвердилась республиканская форма правления. 
Конституция Третьей республики - результат длительной борьбы в Национальном Собрании между сторонниками республиканской формы правления и монархистами. Компромисс, достигнутый законодателями в 1875 г., привел к тому, что в Конституции соединились различные подходы к организации государственной власти во Франции.

## Предыстория
После битвы при Седане, в которой Наполеон III был пленён, 4 сентября 1870 года была провозглашена Республика. После разгрома Парижской Коммуны во Франции монархическое большинство Национального собрания захотело воссоздать монархию. Данный факт начала поддерживать католическая церковь. В начале семидесятых годов президентом Франции стал яркий приверженец реставрации монархии маршал Мак-Магон. Оппонентом монархистов являлась в Национальном собрании партия буржуазных республиканцев, представителями которой являлись Гамбетта, Клемансо и другие.

## Дальнейшая судьба
В августе 1884 г. Национальное Собрание приняло новый Конституционный закон. Самым важным в политическом плане являлось дополнение к Закону от 25 февраля 1875 г., согласно которому «республиканская форма правления не может быть предметом предложений о пересмотре, а члены семей ранее правивших во Франции династий не могут быть избраны на пост президента». В декабре 1884 г., принимается закон, согласно которому члены семей правящих во Франции династий (Бонапарты, Бурбоны старшей и младшей, орлеанской, линий) не могли избираться в состав Сената. В июне 1940 года немецкие войска оккупировали северную и центральную территории Франции, юг оказался под властью правительства целиком и полностью ориентированного на фашистский режим. Юридически, режим Виши берет свое начало с момента принятия закона 10 июля 1940 года, согласно которому французский Парламент передает все полномочия по подготовке новой Конституции Правительству Республики, под руководством маршала Петена. В 1946 году, после победы во Второй мировой войне, во Франции учреждена Четвертая республика, которая продолжила институализацию парламентаризма в стране.